# Minecraft: L'isola
Minecraft: L'isola (Minecraft: The Island) è un romanzo ambientato nel mondo di Minecraft, scritto da Maximillian Brooks e pubblicato da Del Rey Books il 18 luglio 2017. Risulta pubblicato in diverse lingue, fra cui italiano, danese, coreano, giapponese, spagnolo, ceco e francese. L'edizione italiana è stata pubblicata da Arnoldo Mondadori Editore nel maggio del 2019. 

## Trama
Un giorno un naufrago approda su un'isola misteriosa: egli nota che tutto ciò che lo circonda è costituito da cubi e forme squadrate. Dapprima iniziò a impazzire e a chiamare aiuto invano, calmandosi solo al pensiero che potesse essere un sogno. In quello stesso istante avvistò un calamaro, avendone prima paura, poi realizzò la passività dell'animale e nuotò verso l'isola cubica, dove iniziò a guardare per la prima volta il suo nuovo corpo cubettoso e dando di nuovo di matto. Tornò in sé grazie al brontolio dello stomaco, e quindi il naufrago iniziò a cercare cibo, fallendo con i semi che raccolse da dell'erba per terra (non commestibili). Trovò conforto nel profumo della terra, che nonostante fosse cubica era sempre la solita terra. Il naufrago (del quale non verrà mai nominato il nome) trovò del cibo in una foresta di querce, divorando una mela e sentendosi di nuovo in forma. Poco dopo, incontrò, al calare della notte, un branco di mucche e pecore, e fu attaccato da uno zombi, che lo inseguì per vario tempo. Il naufrago si rinchiuse sottoterra, capendo infine che quel mondo era reale e non un sogno. Uscì quando udì lo zombi morire. Durante il giorno tentò esperimenti per costruire oggetti, e quando creò una barca, pensò di aver trovato la sua via di fuga, ma si accorse di non sapere dove stava andando e, a fatica, tornò indietro. Calò di nuovo la notte e fu di nuovo attaccato da uno zombi, creando un rifugio nella roccia, ma durante la notte stessa imparò a costruire utensili (zappa, pala, piccone, ascia) con il legno. Lo zombi bruciò appena sorse il sole, ma il naufrago fu attaccato da un creeper, creatura alta, verde, senza braccia e con quattro gambe tozze, lasciandolo in fin di vita e uccidendo due polli e una mucca. Il naufrago raccolse la carne bovina e dei polli, mangiando quella di questi ultimi e sentendosi male. La carne di mucca invece lo guarì completamente. La sera stessa, imparò a creare una fornace, con la quale cucinò il pollo, restando estasiato dal sapore. Ma la voglia di luce e non più di buio lo rese di nuovo un folle, e bruciò quasi tutti i suoi averi in legno pur di illuminare il suo piccolo rifugio nella pietra. Il suo logoro piccone in legno lo fece ragionare, e si accorse solo allora di vene di carbone, che bruciavano il doppio, se non il triplo, del legno. Inoltre imparò a creare torce, le quali illuminavano all'infinito, senza consumare energia. La mattina dopo, si spaventò vedendo un ragno gigante, cadendo da una montagna e infortunandosi la caviglia. Cercò disperatamente del cibo per guarire, essendone sprovvisto, e l'esasperazione fu tale da picchiare un pollo che stava chiocciando lì vicino, facendolo tornare in sé. Da qui, il naufrago iniziò a fare amicizia con gli animali dell'isola, la mucca soprattutto, e per sopravvivere materializzò tre passi per sopravvivere: pianificazione, preparazione, proprietà, alle quali aggiunse pratica e pazienza, e chiamò queste regole Le Cinque P. Costruì una sala panoramica per studiare i mostri notturni, scoprendo l'esistenza di scheletri armati di arco. 
Smanioso di nuove avventure per espandere la conoscenza, il naufrago iniziò a scavare sottoterra, quasi morendo soffocato da ghiaia, e trovò il ferro grezzo, che fuse in lingotti. La delusione fu poi enorme quando vide che gli unici oggetti che poteva creare erano cesoie e secchi, e si tramutò in preoccupazione quando capì di stare morendo di fame dall'alito sgradevole. Così controllò se le piantagioni nell'orto costruito giorni prima fossero cresciute, e in effetti crebbe del grano, ma erano cresciuto lentamente a causa dell'assenza di acqua, che però lui rovesciò sopra l'orto distruggendolo e, per la rabbia, scagliò il secchio nel mare, recuperandolo subito dagli abissi. Provò a far guarire la fame con il latte di mucca, ma niente. Così, in un raptus di follia e fame, attaccò la mucca per ucciderla e mangiarne la carne, ma il rimorso glielo impedì, capendo inoltre quanto si sentisse solo in quel mondo. La mucca, che il naufrago iniziò a chiamare Mu, gli consigliò di mangiare la carne marcia ottenuta dagli zombi. Inizialmente soffrì di fame assurda, ma poi comprese che il latte guariva gli effetti, quindi, mangiando un'altra fetta di carne putrida, bevve subito il latte, non sentendo gli effetti. Il giorno dopo creò un letto, che lo rese più lucido (dormendo), comprendendo un modo veloce per avere cibo: pescare, e per farlo gli serviva una cordicella (l'altra l'aveva ottenuta da un altro ragno ucciso soffocandolo), per cui, con un arco ottenuto da uno scheletro, attaccò un ragno passivo e poi lo finì colpendolo con l'ascia. Così, creò la canna da pesca e pescò vari tipi di pesce (merluzzo, salmone), poi si accorse del grano cresciuto e ottenne del pane, sconfiggendo la fame, e il giorno dopo imparò a proteggersi, costruendo col ferro un'armatura e una spada, usandole per la prima volta in una caverna scovata sottoterra contro degli scheletri. Esplorando la caverna, trovò un canyon dal quale per poco non morì cadendo nella lava. Ma il rischio fu compensato dalla scoperta di oro e diamanti. In un attacco di gioia grazie alla "ricchezza" improvvisa, appena avvistò una persona, si avvicinò senza paura, scoprendo che era una strega, che lo avvelenò lasciandolo in fin di vita. Prima della notte, creò una torta, ma fu assalito da sensi di colpa per aver causato l'estinzione delle mele, promettendo di rispettare l'ambiente. 
Il giorno dopo, il naufrago costruì un'imponente casa, e per festeggiare uccise, cucinò e mangiò i polli che stava allevando da giorni, ma il sapore gustoso della carne lo fece rattristire per il senso di colpa, giurando di non uccidere più creature passive. Ma l'indomani accadde ben di peggio: un creeper esplose dentro la casa del naufrago a causa dell'assenza di torce, distruggendola e quasi uccidendo gli animali amici del naufrago a causa della lava presente dentro la casa. Il naufrago salvò gli amici animali, ma rimase sconfortato nel vedere i suoi beni distrutti. Il pugno di uno zombi lo fece tornare in sé, ricordando che l'importante è rialzarsi, non cadere. Quindi capì di aver pagato il prezzo di non aver illuminato l'isola con le torce, ritenendolo un lavoro noioso. Mentre si riposava, il naufrago comprese, grazie a dei quadri, che stava vivendo dentro un computer, che nella vita reale erano la sua vita. Dopo questa scoperta, il naufrago ignorò tutto ciò che il proprio inconscio voleva dirgli, e così partì per una nuova avventura sottoterra per trovare più carbone e illuminare la nuova casa. Esplorando, però, scoprì i resti di una miniera abbandonata, trovando anche un generatore di scheletri. Continuando a ignorare sé stesso, il naufrago continuò l'esplorazione, ma tutto cambiò quando fu attaccato da dei ragni velenosi, che lo riportarono al cospetto della paura e rendendolo cieco. Cercando di vendicarsi, si ritrovò senza cibo e senza armi disperso in caverna, ma sul punto di morire si salvò e iniziò a ragionare, riassumendo tutto ciò che ha imparato fino a quel momento, come la possibilità di ottenere pesci da qualsiasi sorgente d'acqua, anche artificiale e creata sul momento. Così, rimase otto giorni lì dentro, riforgiando un'armatura, una spada e rifocillandosi di pesce. Iniziò a distruggere tutta la parte sotterranea, liberando per sempre l'isola dai mostri, ma quasi a costo della sua vita: infatti, facendo esplodere del tritolo vicino al fondale marino, quasi annegò, ma durante la risalita per non morire, il naufrago comprese che per crescere doveva abbandonare l'isola e i suoi amici Mu e le pecore.